# Charles Coward
Pour les articles homonymes, voir Coward (homonymie).
Charles Coward, de son nom complet Charles Joseph Coward, surnommé le Comte d'Auschwitz, né à Londres, au Royaume-Uni, le 30 janvier 1905 et mort le 21 décembre 1976 à Londres, fut un militaire britannique fait prisonnier par les Allemands pendant la Seconde Guerre mondiale. Après plusieurs évasions échouées, il arriva au camp de prisonniers de guerre britanniques d'Auschwitz, où il fut témoin de nombreuses atrocités commises par les nazis, dont il donna des informations au monde extérieur et aida des détenus déportés autant qu'il le put.

## Biographie
Charles Coward naît dans une famille modeste. Il est un cockney de la banlieue londonienne d'Edmonton. Il est militaire en Inde, dans un régiment d'artillerie, jusqu'en 1924, quand il retourne à la vie civile à Londres, en tant que sergent. Il se réengage dans l'armée en 1937,,. Quand, en été 1939, la guerre menace avec l'Allemagne, il est marié et père de quatre enfants. Dans l'armée, il instruit des recrues et son unité est stationnée en France. Il est légèrement blessé et fait prisonnier près de Calais, le 25 mai 1940, peu de temps après l'attaque de l'Allemagne contre la France,,.

### Prisonnier de guerre
Coward est détenu dans plusieurs camps de prisonniers et s'évade plusieurs fois mais est chaque fois repris,. Il se trouve le plus longtemps au camp appelé Stalag VIII-B, en Pologne, près de la ville de Łambinowice (Lamsdorf en allemand),. Les camps de prisonniers sont administrés par la Wehrmacht, qui respecte dans ses grandes lignes, dans le cas des Alliés occidentaux, la Convention de Genève de 1929 concernant les prisonniers de guerre, et la situation des prisonniers est relativement bonne, surtout à partir du printemps 1941, quand ils commencent à recevoir des colis par l'intermédiaire de la Croix-Rouge. Ils peuvent correspondre avec leurs proches, faire du sport, ils ont une baraque aménagée pour organiser des spectacles, une baraque bibliothèque. Les sous-officiers, comme les officiers, ne sont pas obligés à travailler mais peuvent être volontaires pour cela. Ils doivent seulement observer les règles prévues dans la Convention concernant leur comportement. Il y a des tentatives d'évasion qui échouent d'habitude. Elles ne sont punies, conformément à la Convention, que d'une sanction disciplinaire, d'une détention aux arrêts n'excédant pas 30 jours.

#### À Auschwitz

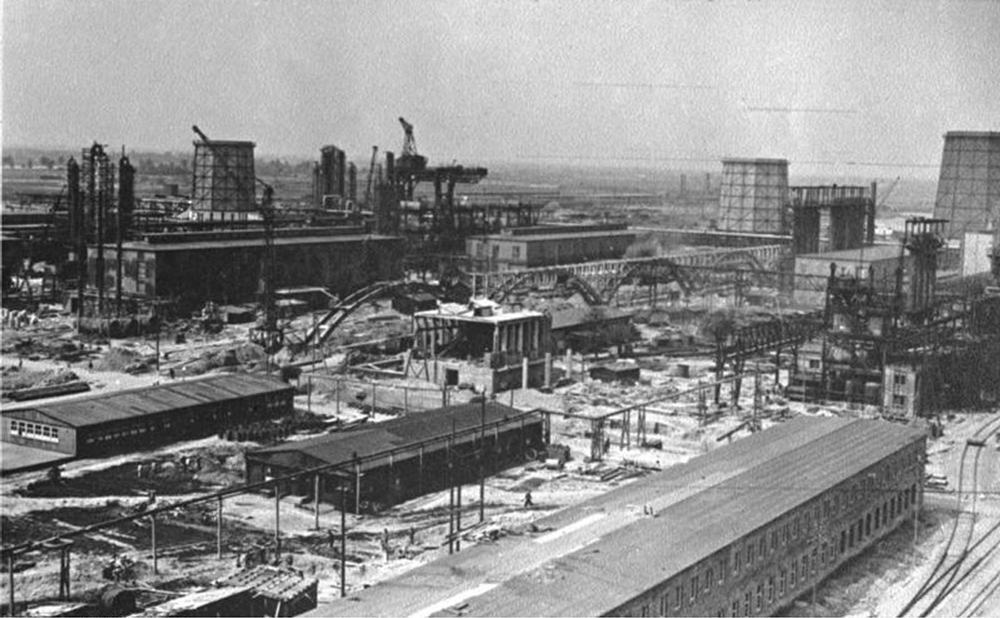
L'usine en construction où ont travaillé des prisonniers britanniques (vue de 1942)

En novembre 1943, le camp de Lamsdorf est divisé en deux. L'appellation de Stalag VIII-B est attribué à un camp près de Cieszyn (en allemand Teschen). Il y a, subordonné à ce camp, un camp de travail de prisonniers de guerre britanniques, E715, situé dans le complexe concentrationnaire d'Auschwitz. En décembre 1943, le commandant Lowe, prisonnier ayant la fonction d'administrateur en chef de la Croix-Rouge à Teschen, choisit Coward pour la fonction d'administrateur de la Croix-Rouge pour le camp E715, une autre dénomination de sa fonction étant « homme de confiance ». Il y est le seul sous-officier, représentant des prisonniers, leur porte-parole dans les relations avec les gardiens du camp,. Il a aussi le droit de se déplacer, escorté par un gardien, au camp principal et dans les localités proches du complexe d'Auschwitz. E715 est situé assez près d'un chantier où la compagnie IG Farben construit une usine pour la production du caoutchouc synthétique dénommé Buna. Le camp des Britanniques est en même temps à quelques centaines de mètres du camp de concentration Monowitz-Buna, appelé aussi Auschwitz III-Monowitz, où la grande majorité des détenus est constituée de Juifs déportés,. Les Britanniques font des travaux dans l'usine ou à sa proximité, par exemple à la construction du système de transport de l'énergie électrique,. En décembre 1944 étaient utilisés à la construction environ 7 000 détenus d'Auschwitz III, 13 000 ouvriers étrangers réquisitionnés, parmi eux des Français du STO, 8 000 employés allemands d'IG Farben, 600 prisonniers de guerre britanniques et quelques dizaines de prisonniers de guerre italiens.
Coward est témoin de nombreux atrocités nazies qui ont lieu à Auschwitz. Il entend des coups de feu venant du camp Auschwitz-III, parfois cinq ou six par semaine. Il voit les équipes de détenus juifs qui travaillent sur le chantier. Ils sont dans un état physique déplorable à cause de la sous-alimentation et vêtus, y compris l'hiver, de leur mince uniforme rayé, forcés à des travaux épuisants et traités avec cruauté par les contremaîtres allemands civils, les SS et les kapos, qui vont jusqu'à tuer, en les battant, ceux qui ne peuvent plus travailler,,,. Il voit l'arrivée de transports de déportés, les cadavres déchargés des wagons et la séparation des aptes au travail, d'un côté, des vieillards et des femmes ayant des enfants, de l'autre,. Il apprend, comme les autres Britanniques, que les derniers et ceux qui deviennent inaptes au travail sont tués dans des chambres à gaz et que leurs cadavres sont brûlés dans des fours crématoires. Les prisonniers britanniques aussi en voient la fumée et sentent l'odeur spécifique de celle-ci. Certains Britanniques travaillent aux mêmes endroits que des détenus juifs qu'ils contactent en secret et qui leur parlent de ce qui se passe à Auschwitz. Des ouvriers étrangers, des employés allemands et même des SS en parlent aussi. Coward en entend parler des habitants de la ville d'Oświęcim (Auschwitz en allemand) et le soldat qui l'escorte,,.
Les prisonniers britanniques ont une situation incomparablement meilleure que tous les autres obligés à travailler sur le chantier, mais quelques-uns d'entre eux non plus ne sont pas épargnés des coups d'un sous-officier allemand ou de certains employés allemands. Un Britannique est tué par un sous-officier qui lui tire dessus parce qu'il refuse de monter sans l'équipement nécessaire sur une poutre métallique couverte de glace,,.
Coward donne des informations sur ce qu'il constate et apprend, toutes les fois qu'il en a la possibilité, tout d'abord à son supérieur de Teschen. Il le fait par des lettres aussi, en utilisant un code préétabli avec les services d'informations de l'armée britannique dès avant d'être prisonnier. Il les adresse à son domicile mais au nom de William Orange qu'il fait apparaître comme son père, en fait déjà décédé. Sa femme comprend qu'elles sont en fait adressées au War Office (Ministère de la défense) et les y porte,. De la même façon, Coward communique des informations à caractère militaire, ce qui sera apprécié après la guerre par le MI9, le service secret britannique d'aide aux prisonniers de guerre. Des représentants de la Suisse, puissance protectrice du Royaume-Uni pendant la guerre viennent deux fois au camp E715 au cours de l'été 1944, et Coward les informe eux aussi sur la situation des détenus d'Auschwitz III,,.
Les prisonniers britanniques cherchent à aider les détenus d'Auschwitz III comme ils peuvent : avec une bonne parole, des nouvelles de la guerre, de la nourriture, des cigarettes et des vêtements, en transmettant des messages de leur part vers l'extérieur. Ils font tout cela en secret, parce que c'est interdit, et au risque pour les détenus d'être punis,. Une fois, Coward assiste à une scène entre un Britannique et un détenu qui ne tiennent pas compte de ce risque. Le Britannique jette quelque chose au détenu, celui-ci se penche pour le prendre et un surveillant lui tire dessus. Coward demande à la direction d'IG Auschwitz la permission que les Britanniques donnent des vêtements et des chaussures aux détenus mais il essuie un refus,. Il y aura aussi, après la guerre, quelques relations sur des prisonniers britanniques qui aident des détenus à s'évader.
Coward relatera, entre autres, dans sa déposition pour le procès IG Farben de Nuremberg, une action particulière. Un détenu juif lui parle d'un médecin juif de la marine de guerre britannique, détenu lui aussi à Auschwitz III. Le détenu qui contacte Coward transmet à celui-ci un billet de la part du médecin lui demandant de prévenir sa famille et les autorités britanniques sur sa situation. Coward veut contacter le médecin personnellement. Pour cela, il corrompt un kapo avec des cigarettes pour pouvoir échanger pour une nuit ses vêtements avec ceux d'un détenu. Après la journée de travail, il entre avec la colonne des détenus dans leur camp. Il passe la nuit dans leur baraque, où il voit dans quelles conditions inhumaines ils sont détenus et quelle nourriture ils reçoivent. Ils remportent dans le camp des morts sur le chantier et les tiennent debout à l'appel pour avoir leurs rations. Coward ne trouve pas le médecin et le matin, il sort toujours avec la colonne des détenus,. Cette action sera confirmée par deux prisonniers de E715 qui en ont connaissance. Le médecin sera identifié après la guerre comme Karel Sperber (en), un Juif de Tchécoslovaquie réfugié en Angleterre, en service sur un navire britannique coulé par les Allemands. Il est d'abord prisonnier de guerre, puis emmené à Auschwitz III, où il travaille à l'infirmerie,. Il n'apprend pas l'action de Coward.
En été 1944, les Britanniques sont transférés dans un camp encore plus près de l'usine et du camp Auschwitz III. Leur chemin vers le chantier passe à côté de celui-ci et ils peuvent y voir des détenus pendus, entendre des coups de feu et des cris.
Le 20 août 1944, les Américains bombardent pour la première fois le territoire du complexe Auschwitz. Voulant détruire l'usine, ils bombardent le camp des Britanniques, qui n'ont pas d'abri adéquat. Coward est vivant mais 39 prisonniers sont tués,.
En décembre 1944, c'est la période la plus difficile qui commence dans la vie de prisonnier de Coward. Les colis de la Croix-Rouge ne parviennent plus aux prisonniers et leur nourriture est réduite au peu qu'ils reçoivent des Allemands. Le même mois, Coward est envoyé à Teschen, perdant la fonction qu'il avait,. En janvier 1945, l'Armée rouge avance en Pologne et le camp est évacué, les prisonniers étant menés en marche vers l'ouest. Le groupe de Coward marche pendant près de trois mois, endurant la faim et le froid jusqu'à ce qu'il arrive à Hanovre. C'est là que Coward devient libre quand la ville est occupée par les Américains. Il rentre chez lui le 14 avril 1945.

### Après la guerre
Coward est cité comme témoin à charge au procès IG Farben. Il écrit sa déposition le 24 juillet 1947 à Londres et répond aux questions du procureur et des avocats de la défense le 13 novembre devant le tribunal, en relatant les crimes nazis qu'il a constatés et qu'il a appris à Auschwitz,.
En 1950, Norbert Wollheim (en), un ancien déporté d'Auschwitz III-Monowitz intente, au tribunal de Francfort-sur-le-Main, un procès à IG Farben pour le travail forcé qu'il a subi, et demande des compensations. Coward témoigne en sa faveur le 19 février 1953, et Wollheim gagne le procès,,.
Ronald Charles Payne et John William Garrod publient en 1954, sous le pseudonyme John Castle, un roman biographique sur Coward. Sorti en 1962, un film réalisé par l'Américain Andrew L. Stone, intitulé Mot de passe : courage est basé en partie sur ce livre. Le rôle de Coward est interprété par Dirk Bogarde. Coward est consultant au tournage et a aussi une brève apparition dans le film.
Coward rencontre à nouveau Wollheim en 1960, dans un épisode dédié à Coward de la série d'émissions documentaires This Is Your Life (C'est votre vie) de la BBC,.
Coward visite Israël en 1962 et devient en 1965 le premier Britannique reconnu Juste parmi les nations par Yad Vashem,.

## Honneurs posthumes

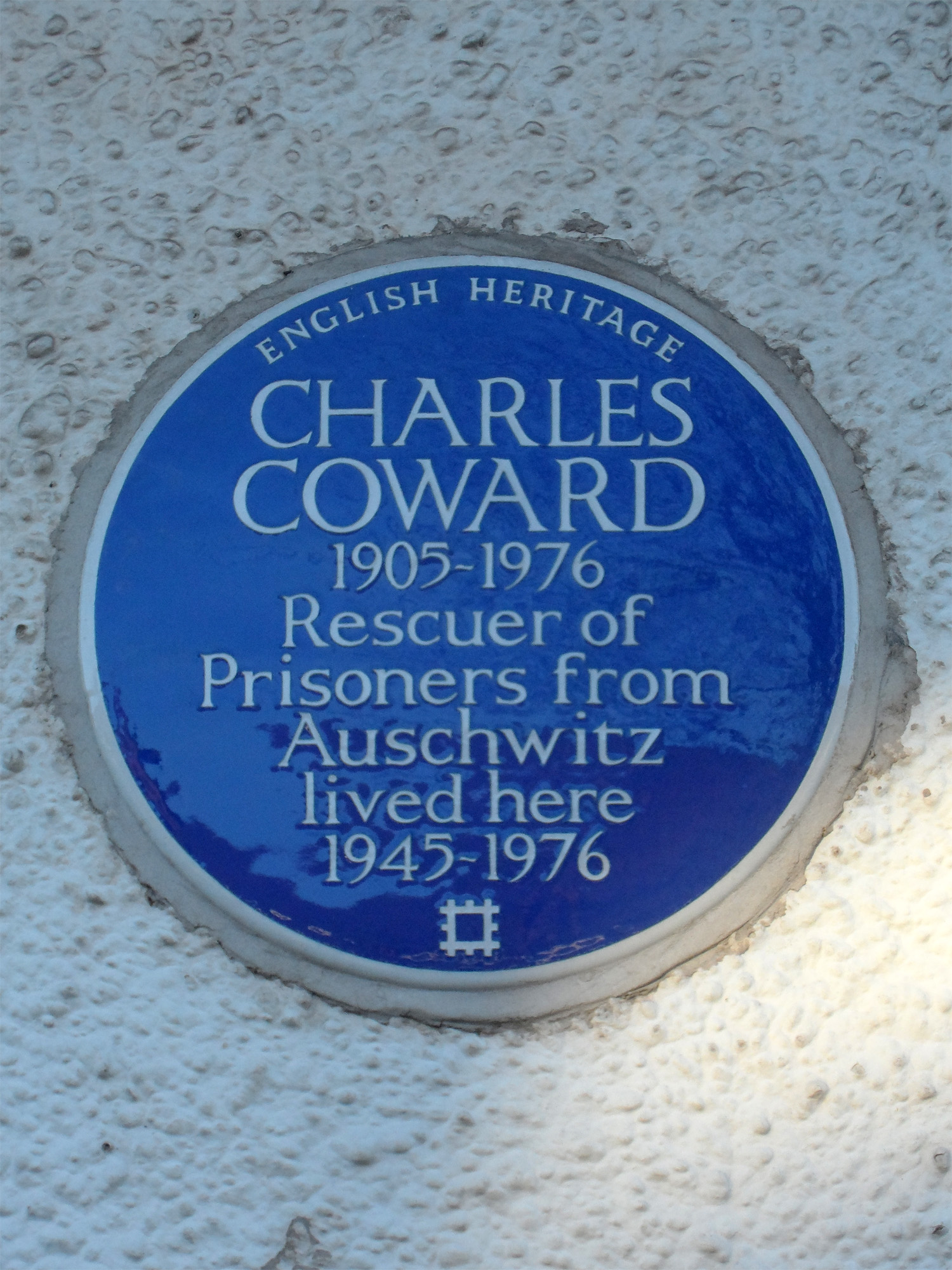
Plaque mémorielle sur la maison où habita Charles Coward entre 1945 et 1976

En 2003, on place une plaque mémorielle sur le bâtiment où habita Coward de 1947 à 1976, et en 2010, le gouvernement britannique le décore post motem de la médaille Héros britannique de l'Holocauste.

## Informations non confirmées sur Charles Coward
La biographie de Coward est connue surtout à travers le livre de 1954 signé John Castle, considéré par l'historien américain Joseph Robert White comme un roman d'aventures non fiable en tant que source. Il n'est pas clair ce qui est réalité et ce qui est fiction dans ce livre, ou quels faits sont ceux de Coward et lesquels, éventuellement, ceux d'autres prisonniers. En tout cas, Coward n'a rien nié du livre. Certains anciens prisonniers britanniques ont exprimé eux aussi des doutes quant à l'ampleur et le succès des actions attribuées à Coward. Selon White, la source sur lui que l'on peut considérer comme la plus fiable est sa déposition sous serment pour le procès IG Farben et ses réponses au tribunal données également sous serment.
On admet en général comme vraisemblable que Coward a eu plusieurs évasions mais il n'est pas confirmé combien des huit décrites dans le livre ni leurs détails. La dernière fois, il se serait évadé à Hanovre, tombant ensuite sur des militaires américains.
Les sous-officiers pouvaient demander de commander des équipes dans des camps de travail situés à quelque distance du camp principal. Coward l'aurait fait quatre fois. La première fois, il aurait été le chef d'une équipe dans une scierie, puis dans une sucrerie. Le livre décrit des actions de sabotage dans celles-ci : mise à feu des planches produites, respectivement de quantités de sucre. Il se serait évadé après les deux, la deuxième fois en même temps que quinze soldats, après qu'ils auraient tué le sous-officier allemand commandant leur camp, de façon que cela semble avoir été un accident.
À Auschwitz, Coward aurait également initié des actions de sabotage. Utilisés pendant quelques semaines à l'entretien de wagons de marchandises, des prisonniers britanniques auraient dévissé des boulons, mis du sable là où il fallait mettre du lubrifiant, mis du lubrifiant là où il ne fallait pas, fait des dégâts cachés dans les wagons, échangé entre wagons les étiquettes indiquant leurs destination et chargement, abîmé des marchandises. Les actions de sabotage non plus ne sont pas confirmées.
Coward a relaté après la guerre comment lui et un camarade aidaient des détenus à s'évader. Ils corrompaient un SS avec des choses reçues dans les colis, pour que celui-ci fasse parvenir des cadavres de morts sur le chantier dans le fossé du chemin menant au camp des déportés. Ils corrompaient aussi certains de leurs gardiens, pour qu'ils leur apportent des vêtements civils. Après la journée de travail sur le chantier, les deux camarades se cachaient là où se trouvaient les cadavres. Quand la colonne de détenus passait vers leur camp, des détenus auxquels on avait transmis ce qu'ils devaient faire se jetaient dans le fossé, et on leur donnait les vêtements et quelque nourriture. Quand les Allemands trouvaient les cadavres, l'effectif s'avérait complet. L'action de Coward a été confirmée après la guerre par deux de ses camarades, un témoin direct et un autre indirect. Mais Coward a beaucoup exagéré le nombre de ceux aidés à s'évader. Ses dires n'ont été confirmés par aucun détenu qui se serait évadé de cette façon. Il pouvait s'agir tout au plus de quelques-uns, éventuellement repris et tués,.
Coward aurait profité de sa possibilité de circuler en dehors du camp avec un soldat qu'il corrompait pour pouvoir communiquer entre quatre yeux avec des membres d'une organisation de la résistance polonaise, et il aurait porté plusieurs fois des pistolets, des cartouches et de la dynamite de ceux-ci à un détenu d'Auschwitz III membre du groupe et travaillant sur le chantier. On décrit dans le livre comment, avec cette dynamite, ce détenu aurait fait sauter les fours crématoires du camp Auschwitz II-Birkenau. En réalité, le 7 octobre 1944, il y a bien eu un soulèvement des membres du Sonderkommando, ceux utilisés aux fours crématoires, qui en ont détruit un. Ils avaient quelques armes et de l'explosif, mais procurés autrement,.